# Шаганская крепость
Шаганская крепость (азерб. Şağan qalası) — оборонительное сооружение, останки которого расположены в посёлке Шаган, в Хазарском районе города Баку. Распоряжением Кабинета министров Азербайджанской Республики от 2 августа 2001 года останки крепости взяты под охрану государства как архитектурный памятник истории и культуры национального значения (инв. № 94).

## Описание
Крепость имела прямоугольный донжон, часть руин которого сохранилась до наших дней. Донжон состоял из трёх ярусов. На донжоне сохранились следы машикулей. По свидетельству Ш. Фатуллаева-Фигарова, вокруг донжона сохранялись также следы крепостных стен, которые при его жизни исчезли под новой застройкой.

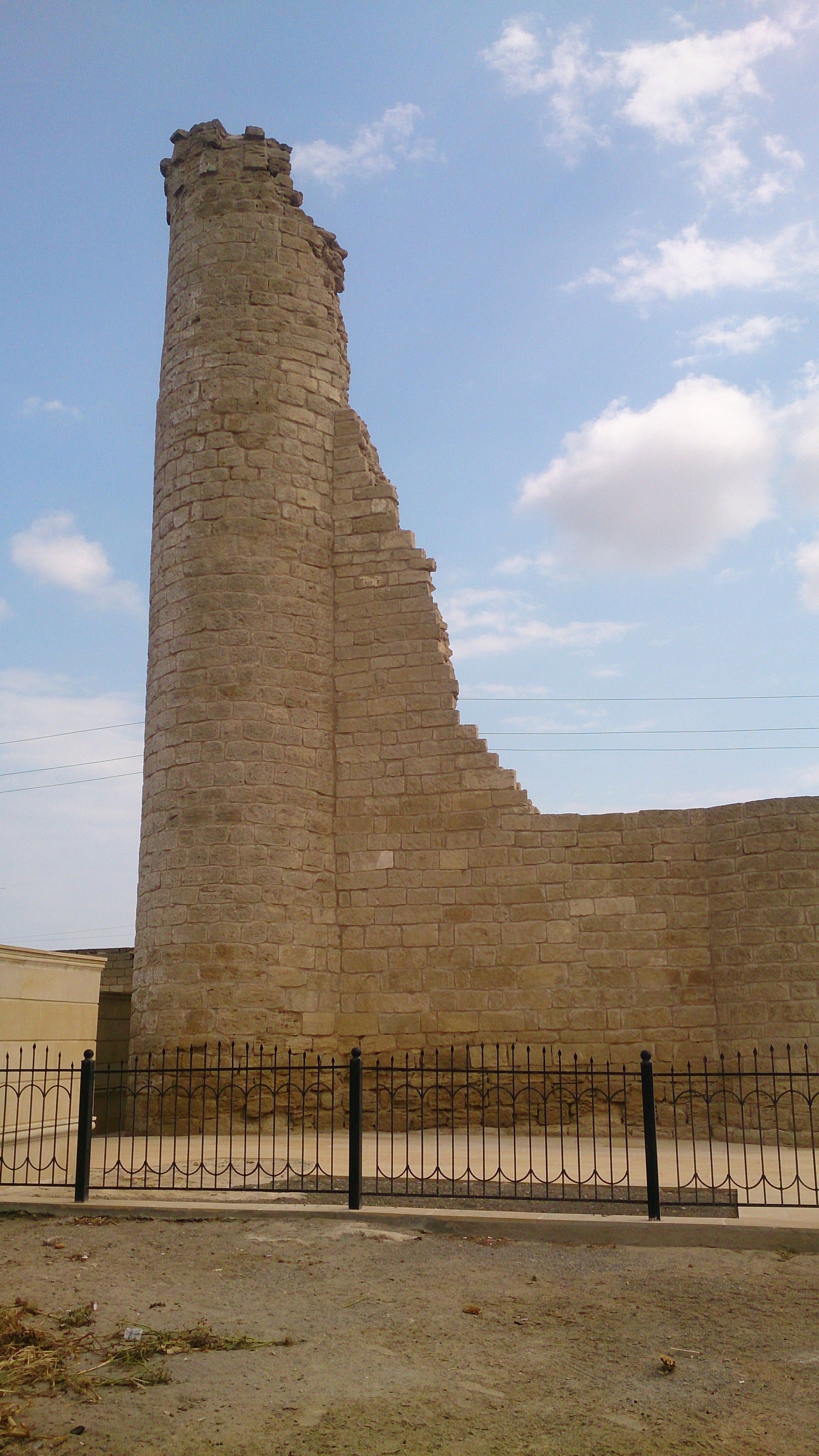
Останки донжона. На самом верху видны следы машикулей